# Joyce Howard
Joyce Howard (Londres, 28 de fevereiro de 1922 - 23 de novembro de 2010) foi um atriz de cinema inglesa.

## Filmografia selecionada
- Freedom Radio (1941)
- Love on the Dole (1941)
- The Common Touch (1941)
- Back-Room Boy (1942)
- The Night Has Eyes (1942)
- Talk About Jacqueline (1942)
- The Gentle Sex (1943)
- They Met in the Dark (1943)
- Appointment with Crime (1946)
- Mrs. Fitzherbert (1947)